# Journal of Economic Behavior and Organization
Le Journal of Economic Behavior and Organization (abrégé JEBO) est une revue d'économie à comité de lecture éditée par Elsevier.